# Ardonea peculiaris
Ardonea peculiaris är en fjärilsart som beskrevs av Druce 1906. Ardonea peculiaris ingår i släktet Ardonea och familjen björnspinnare. Inga underarter finns listade i Catalogue of Life.